# 홍필주
홍필주(洪弼周, 1773년∼1801년 10월 4일)는 1801년 신유박해로 순교한 천주교 신자이다. 세례명은 필립보이다. 충청도 덕산 태생. 아버지는 홍지영, 어머니는 새어머니인 강완숙(골룸바)이다. 어머니의 영향으로 천주교 신자가 되었으며, 천주교회사에서 처음 조선 선교사인 주문모 신부의 미사집전을 돕는 복사가 되는 등 열심히 신앙생활을 하였다. 1801년 10월 4일 서소문에서 참수형으로 순교. 탄압때문에 믿음이 흔들리기도 했지만 하늘의 복을 잃으면 아니 된다는 어머니 강완숙의 설교로 믿음을 지켰다.